# Carlos Hernández Bailo
Carlos Hernández Bailo (Barcelona, 27 de desembre de 1958) és un ciclista català, ja retirat, que fou professional entre 1982 i 1993. Va córrer als equips Reynolds (1981-1986), Teka (1987-1989), Lotus-Festina (1990-1992) i Diamond Back Racing (1993).
Els seus majors èxits els aconseguí a la Volta a Espanya, on guanyà tres etapes i el Gran Premi de la Muntanya de l'edició de 1992; i al campionat d'Espanya en ruta, en què s'imposà en les edicions de 1983 i 1989.

## Palmarès
- 1980
  - Vencedor d'una etapa a la Volta a Segòvia
- 1981
  - Vencedor d'una etapa a la Volta a Cantàbria
  - Vencedor d'una etapa a la Volta a Castella
- 1982
  - 1r a la Volta a Aragó
- 1983
  -  Campió d'Espanya de ciclisme en ruta
  - 1r al Circuit de Getxo
  - Vencedor d'una etapa de la Volta a Espanya
- 1985
  - 1r a la Volta a Tres Cantos
  - Vencedor d'una etapa a la Volta a Aragó
- 1987
  - Vencedor d'una etapa de la Volta a Espanya
  - Vencedor d'una etapa de la Volta a Múrcia
  - Vencedor d'una etapa de la Volta a Astúries
- 1988
  - 1r a la Volta a Múrcia i vencedor d'una etapa
  - 1r al Gran Premi de Llodio
- 1989
  -  Campió d'Espanya de ciclisme en ruta
- 1990
  - Vencedor d'una etapa de la Volta a Espanya
- 1992
  - Vencedor del Gran Premi de la Muntanya de la Volta a Espanya

### Resultats al Tour de França
- 1983. 55è de la classificació general
- 1984. 53è de la classificació general
- 1985. 76è de la classificació general
- 1986. 53è de la classificació general
- 1987. 128è de la classificació general
- 1992. 85è de la classificació general

### Resultats a la Volta a Espanya
- 1982. 73è de la classificació general
- 1983. 28è de la classificació general. Vencedor d'una etapa
- 1985. 36è de la classificació general
- 1986. 51è de la classificació general
- 1987. 23è de la classificació general. Vencedor d'una etapa
- 1988. 27è de la classificació general
- 1990. 31è de la classificació general. Vencedor d'una etapa
- 1991. 110è de la classificació general
- 1992. 22è de la classificació general. 1r del Gran Premi de la Muntanya